# خورزان
خورزان یک روستا در ایران است که در دهستان قهاب رستاق واقع شده‌است.روستای خورزان در 30 کیلومتری شهر دامغان واقع گردیده و از توابع  شهرستان دامغان استان سمنان میباشد  خورزان ۵۹۰ نفر جمعیت دارد.